# Какво правим в сенките
„Какво правим в сенките“ (на английски: What We Do in the Shadows) е новозеландски псевдодокументален филм от 2014 г.
Сценарият и режисурата са дело на Джемейн Клемент и Тайка Уайтити. Премиерата е на 19 януари 2014 г. на кинофестивала „Сънданс“, а по кината в Нова Зеландия филмът излиза на 19 юни 2014 г. „Какво правим в сенките“ е номиниран за Сатурн за най-добър хорър филм.

## Сюжет
Филмът разказва за група вампири, които живеят като съквартиранти в Уелингтън.

## Актьорски състав
| Актьор               | Роля      |
| -------------------- | --------- |
| Тайка Уайтити        | Виаго     |
| Джемейн Клемент      | Владислав |
| Джонатан Бруг        | Дийкън    |
| Бен Френшам          | Петър     |
| Джаки Ван Бийк       | Джаки     |
| Кори Гонсалес-Макуер | Ник       |